# Srebrenica
Srebrenitza ou Srebenica (no alfabeto cirílico Сребреница, pronunciada Srebrenitza) é uma cidade e município no leste da Bósnia e Herzegovina, na entidade política chamada de República Srpska. É uma pequena cidade montanhosa, com sua principal indústria sendo a mineração de sal e um balneário nas proximidades. Em 2013, a cidade tinha uma população de 2 604 habitantes, enquanto o município tinha 13 409 habitantes.
É especialmente conhecida devido ao infame Massacre de Srebrenica, ocorrido durante a Guerra da Bósnia.

## História

### Período romano
Durante os tempos romanos, havia um assentamento de nome Domavia, conhecido por ter estado perto de uma mina. O minério de prata de lá foi transferido para as casas da moeda em Salona, no sudoeste, e Sirmio, no nordeste, usando a Via Argentaria, uma rota comercial romana e medieval através dos Alpes dináricos.

### Idade média
Nos séculos XIII e XIV, a região fazia parte do Banato da Bósnia e, posteriormente, do Reino da Bósnia. A primeira referência ao nome Srebrenica foi em 1376, época em que já era um importante centro de comércio nos Balcãs ocidentais, baseado especialmente nas minas de prata da região. Naquela época, um grande número de comerciantes da República de Ragusa se estabeleceram lá, e eles controlavam o comércio de prata doméstica e a exportação por mar, quase inteiramente através do porto de Ragusa (Dubrovnik). Durante o século XIV, muitos mineiros alemães se mudaram para a área. Houve diversos conflitos armados disputando Srebrenica por causa de suas minas. De acordo com o historiador checo Konstantin Josef Jireček, de 1410 a 1460, Srebrenica trocou de mãos várias vezes, sendo sérvia cinco vezes, bósnia quatro vezes e otomana três vezes. As minas de Podrinje e Usora da Bósnia faziam parte do Despotado Sérvio antes da conquista otomana.

### Período otomano
Com a cidade sob o domínio otomano, tornando-se menos influenciada pela República de Ragusa, a importância econômica de Srebrenica entrou em declínio, assim como a proporção de cristãos na população. O mosteiro franciscano foi convertido em mesquita, mas o grande número de católicos, ragusanos e saxões, fez com que a conversão da cidade ao islamismo fosse mais lenta do que na maioria das outras cidades da região.
A área de Osat foi libertada por um curto período de tempo durante a Primeira Revolta Sérvia (1804-13), sob a liderança de Kara-Marko Vasić, de Crvica. Após a explosão da insurreição, Metropolitan Hadži Melentije Stevanović contatou Vasić, que se reuniu com a liderança rebelde. Depois de participar de batalhas no Drina (1804), Vasić pediu a Karađorđe um exército para libertar Osat; Lazar Mutap foi despachado e a região ficou sob domínio rebelde. Em 1808, os otomanos destruíram Osat e, em 1813, os rebeldes deixaram a região.

### Segunda Guerra Mundial
Durante a Segunda Guerra Mundial houve muitas atrocidades cometidas pelos chetniks e ustashas. Partisans lutaram contra os chetniks e os ustashe durante a guerra e em Srebrenica foi construído um memorial cemitério para as vítimas caídas.

### Guerra da Bósnia

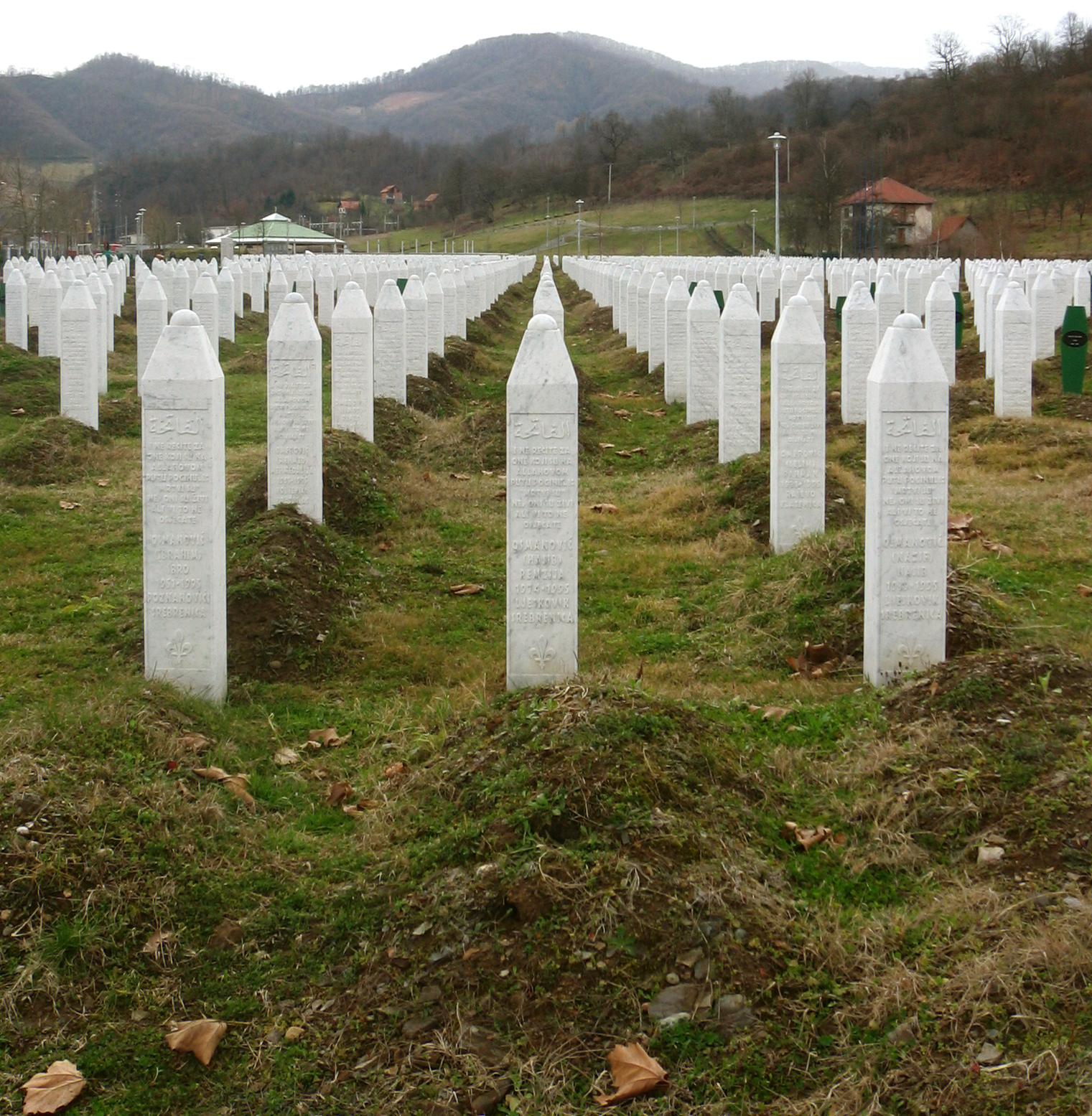
Lápides memoriais de massacre de Srebrenica

A cidade de Srebrenica ganhou notoriedade internacional como resultado de eventos durante a Guerra da Bósnia (1992-1995). Os objetivos estratégicos proclamados pela presidência separatista sérvia da Bósnia incluíam a criação de uma fronteira separando o povo sérvio de outras comunidades étnicas da Bósnia e a abolição da fronteira ao longo do rio Drina que separa a Sérvia e a Republika Srpska dos sérvios-bósnios. A população majoritária bósnia-muçulmana/bósnia do vale de Drina representava um grande obstáculo à realização desses objetivos. Nos primeiros dias da campanha de transferência forçada (limpeza étnica) que se seguiu à eclosão da guerra, em abril de 1992, a cidade de Srebrenica foi ocupada por forças sérvias e sérvias. Foi posteriormente retomada por grupos de resistência bósnia. Os refugiados expulsos das cidades e aldeias do outro lado do vale central de Drina procuraram abrigo em Srebrenica, inchando a população da cidade.
A cidade e seus arredores foram cercados e sitiados pelas forças sérvias. Em 16 de abril de 1993, as Nações Unidas declararam o enclave bósnio muçulmano/bósnio uma área segura da ONU, "livre de qualquer ataque armado ou qualquer outro ato hostil", e protegida por uma pequena unidade operando sob o mandato da Força de Proteção das Nações Unidas (UNPROFOR).
Srebrenica e as outras áreas seguras de Žepa e Goražde eram bolsões isolados de territórios mantidos pelo governo da Bósnia no leste da Bósnia. Em julho de 1995, apesar do status de proteção da ONU da cidade, ela foi atacada e capturada pelo Exército da Republika Srpska. Após a captura da cidade, todos os homens em idade de lutar que caíram nas mãos dos sérvios-bósnios foram massacrados em uma série sistematicamente organizada de execuções sumárias. As mulheres da cidade e os homens com menos de 12 anos de idade e acima de 65 anos foram transferidos de ônibus para Tuzla.
O massacre de Srebrenica é considerado o pior genocídio da história do pós-Segunda Guerra Mundial até hoje.
Em 2001, o massacre de Srebrenica foi determinado por um acórdão do Tribunal Penal Internacional para a antiga Iugoslávia (TPIJ) como um crime de genocídio (confirmado em recurso em 2004). Esta conclusão foi confirmada em 2007 pelo Tribunal Internacional de Justiça. A decisão do TPIJ foi seguida de uma admissão e um pedido de desculpas pelo massacre pelo governo da República Sérvia.
Nos termos do Acordo de Dayton de 1995, que pôs fim à Guerra da Bósnia, Srebrenica foi incluída no território designado para o controle servo-bósnio como entidade da República Sérvia da Bósnia e Herzegovina. Apesar das disposições do Acordo de Dayton, o retorno dos sobreviventes foi repetidamente obstruído. Em 2007, ataques verbais e físicos contra os refugiados retornados continuavam a ser relatados na região em torno de Srebrenica.

### Destino das aldeias bosníacas
Em 1992, as aldeias bosníacas em torno de Srebrenica estavam sob ataques constantes das forças sérvias. O Instituto Bósnio do Reino Unido publicou uma lista de 296 aldeias destruídas pelas forças sérvias em torno de Srebrenica três anos antes do genocídio e nos primeiros três meses de guerra (abril-junho de 1992):
Mais de três anos antes do genocídio de Srebrenica de 1995, nacionalistas sérvios-bósnios - com apoio logístico, moral e financeiro da Sérvia e do Exército do Povo Iugoslavo (JNA) - destruíram 296 vilarejos predominantemente bósnios (bosníacos) na região de Srebrenica, desalojando à força cerca de 70 mil bósnios de suas casas e sistematicamente massacraram pelo menos 3 166 bosníacos (mortes documentadas) incluindo muitas mulheres, crianças e idosos.
De acordo com o julgamento de Naser Orić:
Entre abril de 1992 e março de 1993, a cidade de Srebrenica e as aldeias da região habitadas por muçulmanos bósnios estavam constantemente sujeitas a ataques militares sérvias, incluindo ataques de artilharia, franco-atiradores, assim como bombardeios ocasionais de aeronaves. Cada investida seguia um padrão similar. Soldados e paramilitares sérvios cercavam a vila ou povoado bosníaco, conclamaram a população a entregar suas armas, e então começaram com bombardeios e tiroteios indiscriminados. Na maioria dos casos, eles entraram na aldeia, expulsaram ou mataram a população, que não oferecia resistência significativa e destruiu suas casas. Durante este período, Srebrenica foi submetida a bombardeios indiscriminados de todas as direções diariamente. Potočari, em particular, era um alvo diário da artilharia sérvia e da infantaria, porque era um ponto sensível na linha de defesa em torno de Srebrenica. Outros assentamentos muçulmanos bósnios foram rotineiramente atacados também. Tudo isso resultou em um grande número de refugiados e vítimas.

## Política
Em 2007, a assembleia municipal de Srebrenica adotou uma resolução exigindo a independência da entidade República Sérvia (embora não da soberania da Bósnia); os membros sérvios da assembleia não votaram na resolução. Nas eleições de 2016, Mladen Grujičić, um sérvio da Bósnia e natural da cidade de Srebrenica, foi eleito prefeito de Srebrenica.

## Comunidades locais
O município (општина ou opština) é subdividido nas seguintes comunidades locais (месне заједнице ou mjesne zajednice):
- Brežani
- Crvica
- Gostilj
- Kostolomci
- Krnići
- Luka
- Orahovica
- Osatica
- Podravanje
- Potočari (bs)
- Radoševići
- Ratkovići
- Sase
- Skelani
- Skenderovići
- Srebrenica
- Sućeska
- Toplica
- Viogor

## Demografia
De acordo com os resultados do censo de 2013, o município de Srebrenica tem uma população de 13.409 habitantes.

### Grupos étnicos

#### Município
As fronteiras do município nos censos de 1953 e 1961 eram diferentes. Em 1953, muçulmanos por nacionalidade haviam surgido como uma etnia que liderava os muçulmanos eslavos para identificar os iugoslavos. Como o próprio iugoslavo foi adotado em 1948, todos eles eram classificados como outros. Até o recenseamento de 1961, a municipalidade de Srebrenica incluiu o território de hoje do município de Bratunac. A composição étnica do município:
| Ano do censo            | Total  | Bosníacos       | Sérvios         | Croatas     | Iugoslavos      | Outros          |
| ----------------------- | ------ | --------------- | --------------- | ----------- | --------------- | --------------- |
| 2013                    | 13 409 | 7 248 (54,05%)  | 6 028 (44,95%)  | 16 (0,119%) | –               | 117 (0,87%)     |
| 1991                    | 36 666 | 27 572 (75,19%) | 8 315 (22,67%)  | 38 (0,10%)  | 380 (1,03%)     | 361 (0,98%)     |
| 1981                    | 36 292 | 24 930 (68,69%) | 10 294 (28,36%) | 80 (0,22%)  | 602 (1,65%)     | 386 (1,06%)     |
| 1971                    | 33 357 | 20 968 (62,85%) | 11 918 (35,72%) | 109 (0,32%) | 121 (0,36%)     | 241 (0,72%)     |
| 1961                    | 29 283 | 14 565 (49,74%) | 12 540 (42,82%) | 71 (0,24%)  | 1 967 (6,71%)   |                 |
| 1953                    | 24 712 | N/A             | 10 632 (43,02%) | 43 (0,17%)  | 13 901 (56,25%) | 135 (0,55%)     |
| 1948                    | 39 954 | N/A             | 20 195 (50,55%) | 52 (0,13%)  |                 | 19 671 (49,23%) |
| 1931[carece de fontes?] | 35 210 | N/A             | 17 766 (50,5%)  | 103 (0,29%) |                 | 17 332 (49,2%)  |

#### Cidade
| Ano do censo | Total | Bosníacos      | Sérvios        | Croatas    | Iugoslavos  | Outros     |
| ------------ | ----- | -------------- | -------------- | ---------- | ----------- | ---------- |
| 1991         | 5 746 | 3 673 (63,92%) | 1 632 (28,40%) | 34 (0,59%) | 328 (5,70%) | 79 (1,37%) |
| 2013         | 2 241 | 998 (41,60%)   | 1 369 (57,10%) | 8 (0,35%)  | 0 (0,00%)   | 22 (0,98%) |

#### Assentamentos
| Estrutura étnica da população do município de Srebrenica, por assentamentos, censo de 2013 | Estrutura étnica da população do município de Srebrenica, por assentamentos, censo de 2013 | Estrutura étnica da população do município de Srebrenica, por assentamentos, censo de 2013 | Estrutura étnica da população do município de Srebrenica, por assentamentos, censo de 2013 | Estrutura étnica da população do município de Srebrenica, por assentamentos, censo de 2013 | Estrutura étnica da população do município de Srebrenica, por assentamentos, censo de 2013 |
| ------------------------------------------------------------------------------------------ | ------------------------------------------------------------------------------------------ | ------------------------------------------------------------------------------------------ | ------------------------------------------------------------------------------------------ | ------------------------------------------------------------------------------------------ | ------------------------------------------------------------------------------------------ |
| Assentamento                                                                               | Total                                                                                      | Bosníacos                                                                                  | Croatas                                                                                    | Sérvios                                                                                    | Outros                                                                                     |
| Bostahovine                                                                                | 299                                                                                        | 299                                                                                        | 0                                                                                          | 0                                                                                          | 0                                                                                          |
| Bučinovići                                                                                 | 221                                                                                        | 221                                                                                        | 0                                                                                          | 0                                                                                          | 0                                                                                          |
| Crvica                                                                                     | 551                                                                                        | 0                                                                                          | 1                                                                                          | 549                                                                                        | 1                                                                                          |
| Donji Potočari                                                                             | 673                                                                                        | 363                                                                                        | 1                                                                                          | 330                                                                                        | 11                                                                                         |
| Gornji Potočari                                                                            | 247                                                                                        | 245                                                                                        | 0                                                                                          | 0                                                                                          | 2                                                                                          |
| Gostilj                                                                                    | 503                                                                                        | 235                                                                                        | 0                                                                                          | 266                                                                                        | 2                                                                                          |
| Kalimanići                                                                                 | 377                                                                                        | 14                                                                                         | 0                                                                                          | 363                                                                                        | 0                                                                                          |
| Liješće                                                                                    | 263                                                                                        | 92                                                                                         | 0                                                                                          | 170                                                                                        | 1                                                                                          |
| Osmače                                                                                     | 264                                                                                        | 264                                                                                        | 0                                                                                          | 0                                                                                          | 0                                                                                          |
| Pećišta                                                                                    | 550                                                                                        | 356                                                                                        | 1                                                                                          | 190                                                                                        | 0                                                                                          |
| Petriča                                                                                    | 271                                                                                        | 0                                                                                          | 0                                                                                          | 270                                                                                        | 1                                                                                          |
| Skelani                                                                                    | 824                                                                                        | 217                                                                                        | 0                                                                                          | 605                                                                                        | 2                                                                                          |
| Srebrenica                                                                                 | 2397                                                                                       | 998                                                                                        | 8                                                                                          | 1369                                                                                       | 22                                                                                         |

## Economia
Antes de 1992, havia uma fábrica de metal na cidade e minas de chumbo, zinco e ouro nas proximidades. O nome da cidade (Srebrenica) significa "mina de prata", o mesmo significado do seu antigo nome latino Argentaria.
Antes da guerra, Srebrenica também tinha um grande balneário e a cidade prosperava do turismo. Hoje em dia, Srebrenica tem algum turismo, mas muito menos desenvolvido do que antes da guerra. Atualmente, uma pensão, motel e um albergue estão operando na cidade.

## Galeria

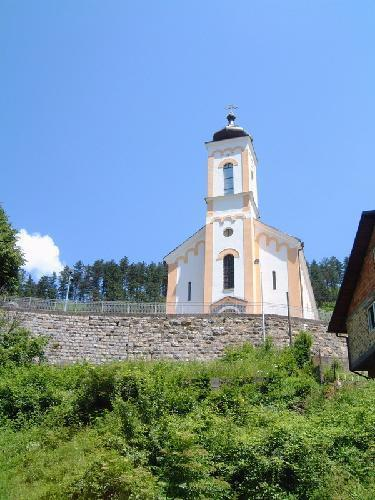
Igreja ortodoxa
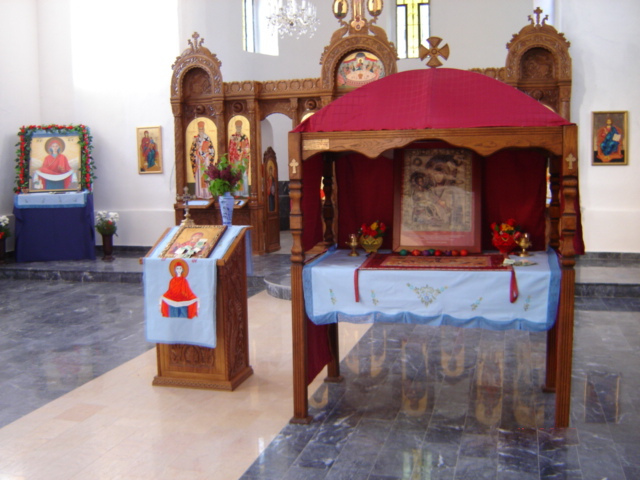
Interior da igreja ortodoxa
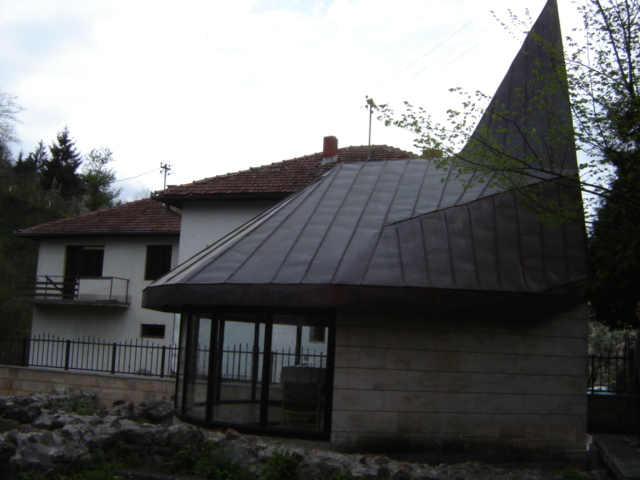
Capela franciscana
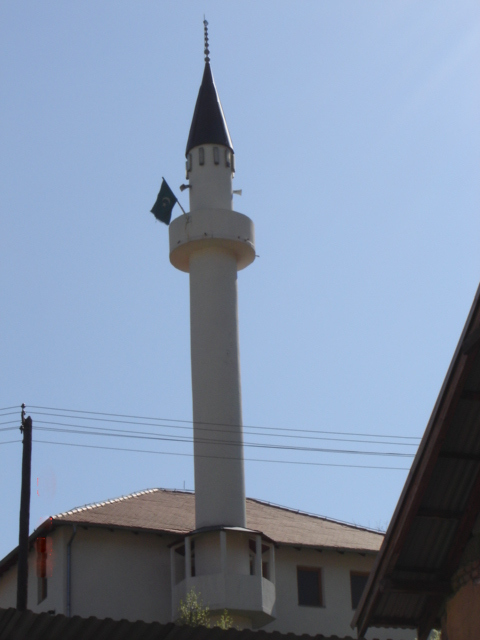
A Mesquita Branca
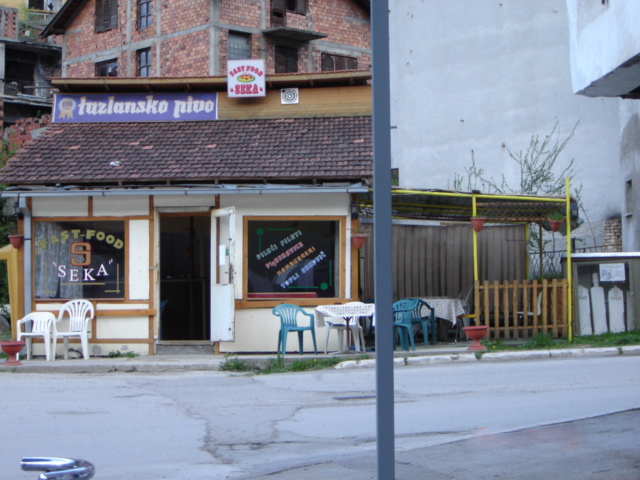
Comida Rápida Seka, no lugar da mesquita pré-guerra de 1990. (À direita, lápides)
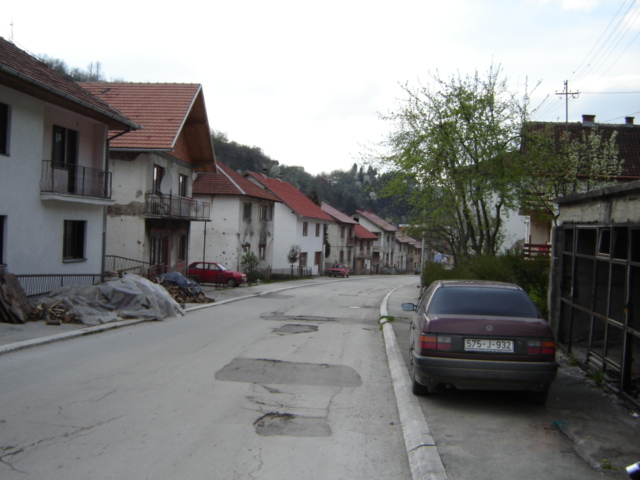
A estrada principal para o oeste
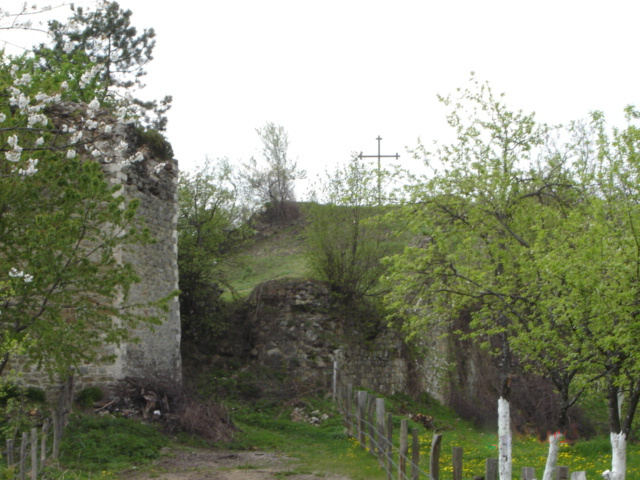
A cidade antiga (Stari Grad)
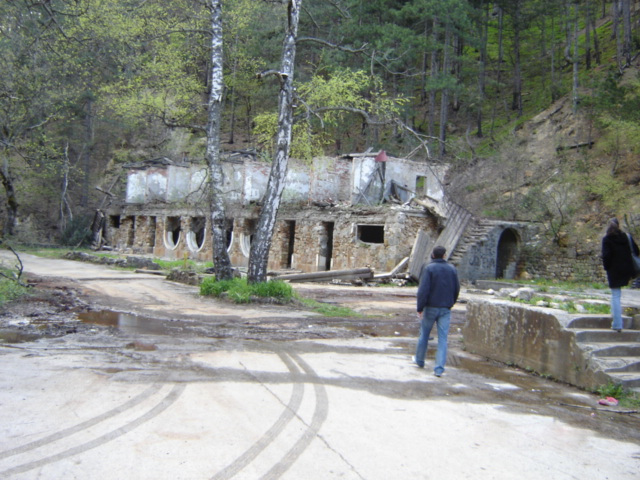
Ruínas do balneário Crni Guber
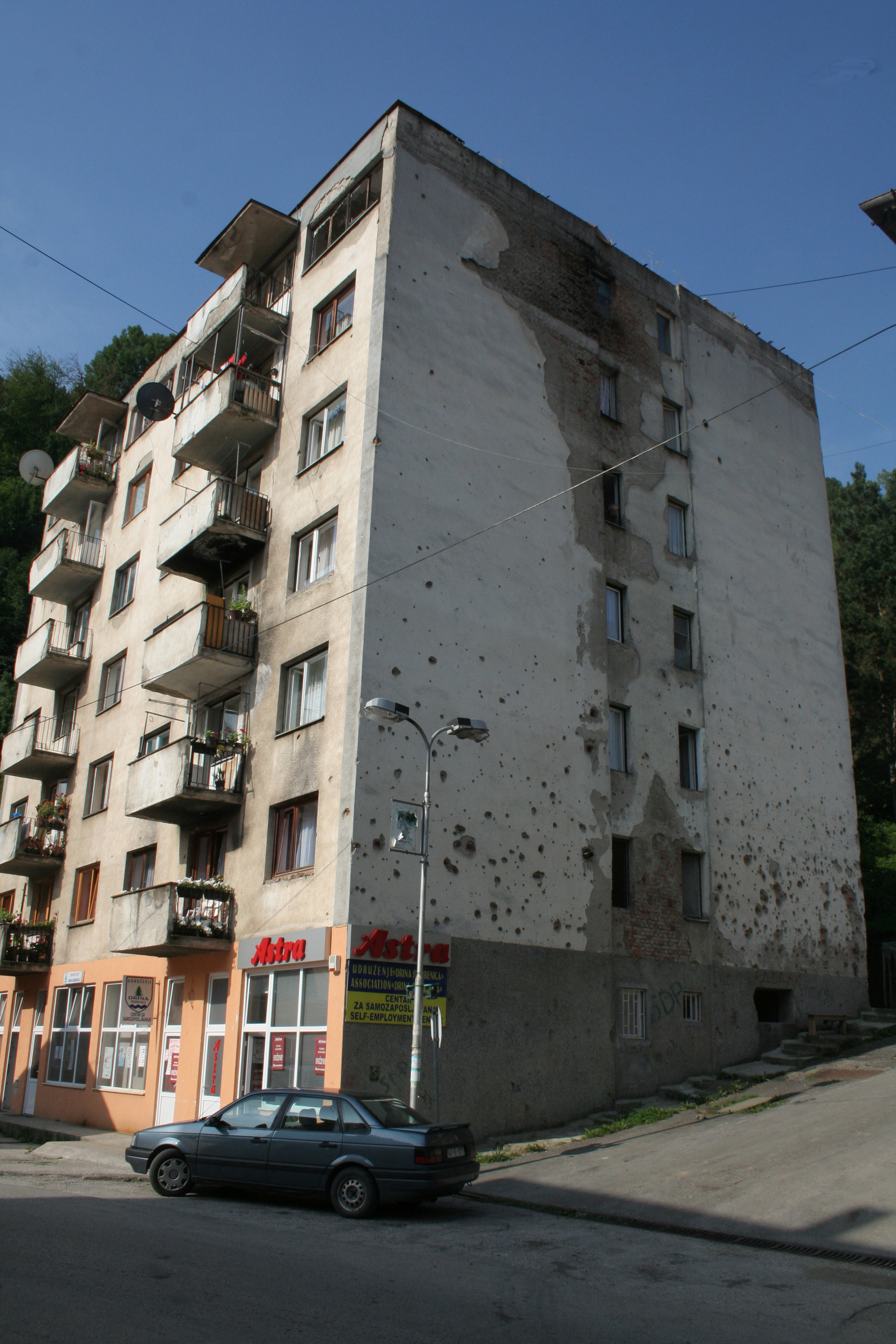
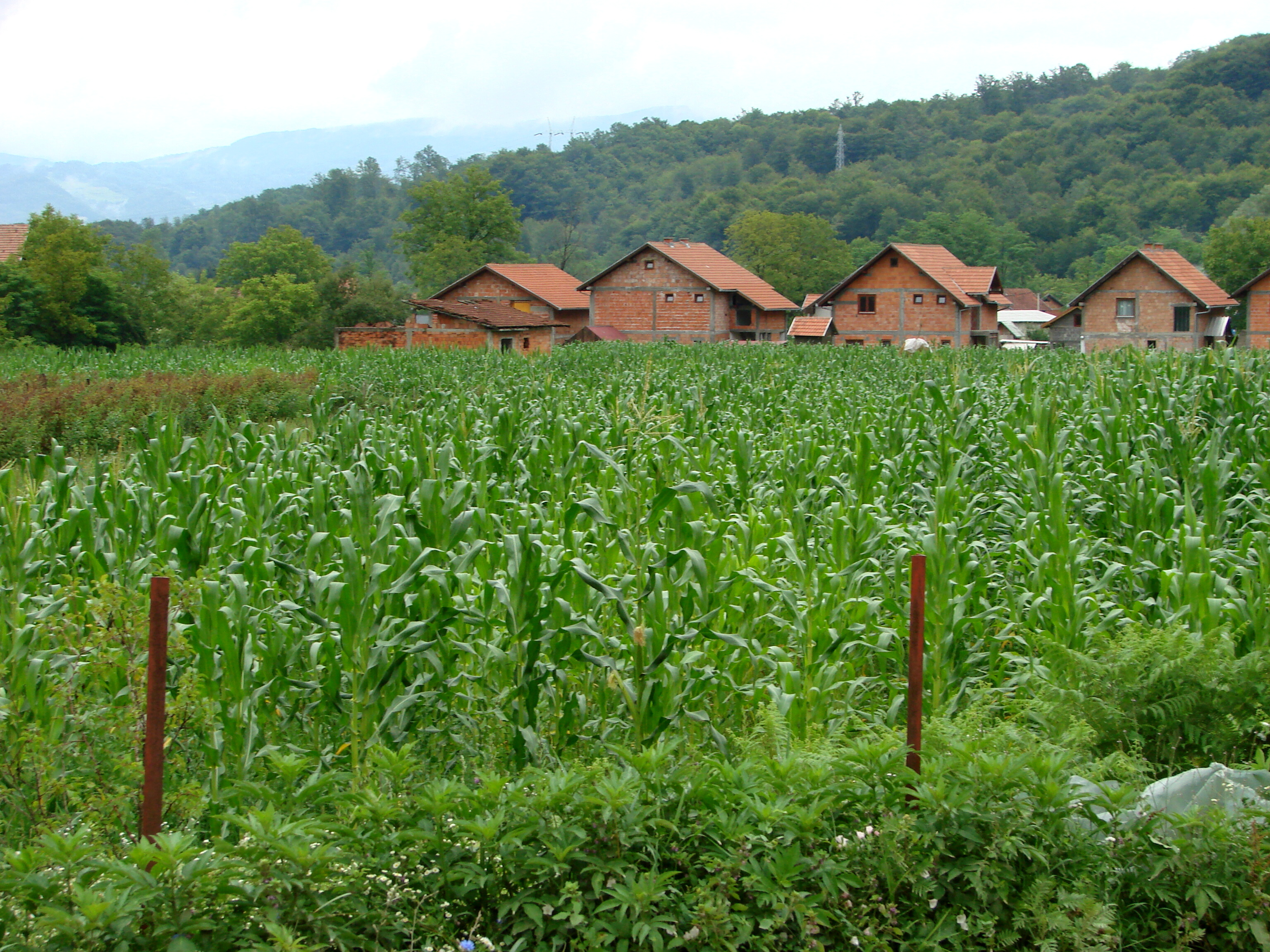
Zona rural